# Muhàmmad I al-Ghàlib
Abu Abd-Al·lah Muhàmmad ibn Yússuf ibn Nassar (àrab: أبو عبد الله محمد بن يوسف بن نصر, romanitzat: Muḥammad ibn Yūsuf ibn Naṣr; c. 1195 – 22 gener 1273), conegut com Muhámmad I durant el seu regnat, amb l'honorífic al-Ghàlib bi-l·lah (الغالب بالله, lit. 'el campió per la gràcia de Déu'), fou un líder i rei àrab d'al-Àndalus (1232 – 1273) i el primer rei nassarita de Granada. És més conegut com Ibn al-Àhmar (‘Fill del Roig’), per la seva barba vermella.
En la seva joventut va ser un predicador religiós a les regions de frontera i va agafar fama de místic reunint un nombrós grup de partidaris. Arran de la batalla de les Navas de Tolosa (1212) el poder dels almohades berbers a l'Àndalus va començar a desintegrar-se i, després de la mort del cinquè almohade Abu Yaqub Yússuf al-Mústansir (1224), va seguir un període de confusió i de manca d'autoritat. Això va ser aprofitat per senyors locals i cristians per establir i expandir el seu domini. Per exemple el rei Sant Ferran III de Lleó i Castella va centrar-se en la conquesta del sud des de 1230.
De la mateixa manera, Muhàmmad ibn Yússuf va aconseguir el 1232 establir la seva autoritat a la seva ciutat natal, Arjona (Arjuna), a uns 30 km al nord-oest de Jaén (Jayyan) en rebel·lió a la taifa de Murcia (Murciyya) sota Ibn Hud, que gobernava gairebé tot al-Àndalus amb excepció de València (Balansiyya) y Niebla (Labla). El seu domini es va consolidar i es va expandir cap a Jaén, i al sud-est cap a Guadix (Wadi Aix), i fins a Baeza (Bayyassa) a la riba dreta del riu Guadalquivir, mercès al suport militar i polític que va rebre d'una família local àrab, els Aixqilula (que els castellans anomenen Escayola), amb la qual va forjar després nombrosos lligams matrimonials.
També va aconseguir el control de Còrdoba i Sevilla, però de manera breu ja que ràpidament Ibn Hud les va retomar. Per conservar el control d'Arjona i Jaén, Muhàmmad ibn Yússuf va haver de reconèixer la sobirania d'Ibn Hud. Per consolidar la seva fama d'home de religió no va governar per a si mateix, deixant el comandament militar al seu lloctinent Alí ibn Aixqilula (el cap dels Escayola). Les seves idees religioses no són ben conegudes, però una vegada en el poder va adoptar els preceptes maliquites (majoritàris aleshores).
El 1236 Ferran III es va apoderar de Còrdova amb suport de Muhàmmad I, que es va aliar amb el castellà de manera nominal per evitar l'amenaça de Jaume I el Conqueridor, que avançava per les terres de València, i debilitar Ibn Hud. El 1237 els notables de Granada el van cridar per governar la ciutat. Així, el 1238 (mateix any de la presa de València per Jaume I) va esdevenir la ciutat central dels seus dominis. També va fer-se amb Almeria (1238) i Màlaga (1239). El 1244 va perdre Arjona i el 1246 Jaén a mans dels castellans, però va saber conservar Granada: va fer un acord amb el rei castellà pel qual el va reconèixer com el seu sobirà, el cedia Jaén i es va comprometre a pagar-li tribut i ajudar-lo en la lluita contra els seus enemics; per això va haver de participar en la campanya del 1248 en què els castellans entraren a Sevilla.
El 1257 va declarar hereu al seu fill Muhàmad (o bé un altre fill de nom Yússuf), cosa que allunyava als Aixqilula del poder. El c. 1261/1262 Muhàmmad I va restar inactiu davant els avanços castellans. El 1264, sense poder comptar amb el suport dels seus antics aliats, va recórrer a tropes magrebines berbers (marínides i hàfsides) en la campanya contra Alfons X de Castella i Lleó, que va donar pobres resultats. A més, va donar suport a la revolta mudèjar de 1264–1266 de la població musulmana de la Baixa Andalusia i Murcia.
El conflicte entre Muhàmmad i els Banu Aixqilula (que tenien per centre Màlaga) es va fer cada cop més gran i l'any 1266 els Aixqilula, que pensaven que Muhàmmad volia ocupar Màlaga, es van revoltar i va esclatar una guerra que va durar la resta del regnat. El més destacat  és que els Banu Aixqilula varen cercar suport militar d'Alfons X, però Muhàmmad I va aconseguir posar a Nuno Gonçal de Lara (en castellà: Nuño González de Lara), el comandant de les tropes castellanes, en la contra del rei i en oberta rebel·lió contra Castella.
Va morir el 1273 i el va succeir el seu fill Muhàmad II.